# Feeling Good
«Feeling Good» (также «Feelin' Good») — песня на английском языке, одна из самых известных песен в репертуаре американской певицы Нины Симон.
Песня была написана британскими композиторами Энтони Ньюли и Лесли Брикассом (известными также в качестве авторов театральной пьесы 1961 года Stop The World — I Want To Get Off и музыки для кинофильма 1971 года «Вилли Вонка и шоколадная фабрика») для их мюзикла The Roar Of The Greasepaint — The Smell Of The Crowd.

## Ранние версии
3 августа 1964 года мюзикл The Roar Of The Greasepaint — The Smell Of The Crowd был поставлен в Ноттингеме. В этой постановке песню «Feeling Good» исполнил Сай Грант. 16 мая 1965 года мюзикл был поставлен на Бродвее, и песню исполнил актёр Гильберт Прайс.
В том же 1965 году песню включила в свой альбом I Put a Spell on You американская певица Нина Симон. Именно с ней эта песня теперь прежде всего ассоциируется, да и среди её репертуара песня «Feeling Good» тоже одна из самых известных. Как пишет музыкальный сайт Songfacts, вокальные приёмы Нины Симон очень подошли к этой песне, выражающей «веселье и довольство» человека, пережившего тяжёлые времена.
В 1994 году песня в исполнении Нины Симон была использована в рекламной кампании автомобилей Фольксваген, что опять сделало её очень популярной. В Великобритании тогда сингл с ней достиг 40 места.

## Кавер-версии
В 1997 году свою версию выпустил как сингл дуэт Хафф и Херб. Их версия достигла в Великобритании 31 места.
За годы песня также записывалась такими артистами, как Джордж Майкл, Джон Колтрейн, Майкл Бубле, группы Pussycat Dolls, Traffic, Eels, Adam Lambert и Muse. Кроме того, сэмплы из неё использовали в своих песнях в стилях R&B и хип-хоп Мэри Джей Блайдж (в песне «About You» с альбома 2005 года The Breakthrough), Джей-Зи с Канье Уэстом (в песне «New Day» с альбома 2011 года Watch the Throne) и Флоу Райда (в песне 2013 года «How I Feel»).